# Castelbaldo
Castelbaldo ist eine nordostitalienische Gemeinde (comune) mit 1446 Einwohnern (Stand 31. Dezember 2023) in der Provinz Padua in Venetien. Die Gemeinde liegt etwa 45 Kilometer südwestlich von Padua an der Etsch und grenzt an die Provinzen Rovigo und Verona. Der kleine Fluss Fratta bildet die nördliche Gemeindegrenze.

## Geschichte
1292 entstand die Gemeinde mit der Errichtung einer Burg. In der „Liga von Castelbaldo“ schlossen sich 1331 mehrere italienische Signorien und Stadtstaaten gegen den Papst und gegen den König Johann von Böhmen zusammen. 1694 wurde die Burg auf Veranlassung der Republik Venedig geschleift.

## Persönlichkeiten
- Arigo Padovan (1927–2025), Radrennfahrer